# Flavio Alfaro
Flavio Alfaro est une ville située en Équateur, dans la province de Manabí. Elle est la capitale du canton de Flavio Alfaro.
La population de la ville était de 4 540 habitants au recensement de 2001.